# Эд (граф Тулузы)
Эд (Одо, Одон) Тулузский (фр. Eudes de Toulouse; ум. ок. 918) — граф Тулузы с 886, граф Руэрга и Керси 872—898, маркиз Готии с 918, сын Раймунда I, графа Тулузы, и Берты.

## Биография
О его правлении известно не очень много. После смерти старшего брата Бернара II Эд из его владений получил только Керси и Руэрг, тогда как Тулузу получил Бернар Плантвелю. Однако после смерти Бернара Плантвелю в 886 году Эду была передана и Тулузское графство, из которого были выделены как отдельные графства Ним и Альби, которые получил старший сын Эда, Раймунд II. В 898 году Эд передал Раймунду ещё и графство Руэрг, а в 906 году сделал его своим соправителем в Тулузе, а Руэрг в передал второму сыну, Эрменголу.
В 918 году, после смерти герцога Аквитании Гильома I Эд получил титул маркиза Готии, но вскоре после этого умер. В Тулузе ему наследовал Раймунд II, а от второго сына, Эрменгола, сохранившего Руэрг и Керси, а также получивший от брата Ним и Альби. Эрменгол стал родоначальником Руэргской линии Тулузского дома.

## Брак и дети
Жена: Гарсенда, возможно дочь Эрменгола, графа Альби. Дети:
- Раймунд II (ум. 923/924), граф Альби и Нима 886—918, граф Руэрга и Керси 898—906, граф Тулузы с 906 (до 918 соправитель отца), маркиз Готии с 918
- Эрменгол (ум. после июля 935), граф Руэрга и Керси с 906, граф Альби и Нима с 918
- (?) Гарсенда (умерла после 13 мая 962); муж: Вифред II Боррель (874 — 26 апреля 911), граф Барселоны, Жероны и Осоны с 897[2]